# Josep Maria Margall i Tauler
Josep Maria Margall i Tauler (Calella, 17 de març de 1955) és un exjugador de bàsquet català, considerat un dels més destacats de les dècades dels 70 i 80.

## Història
Amidava 1,98 metres i era un aler dretà caracteritzat per un excel·lent tir exterior. Fill d'una família de Malgrat de Mar, és el germà menor dels també basquetbolistes Enric Margall i Narcís Margall.
El club de la seva vida fou el Club Joventut Badalona on debutà el 1972 i va jugar 18 temporades, arribant a ser capità. Al final de la seva carrera també jugà al Club Bàsquet Girona i al Club Bàsquet Andorra. Es va retirar en 1993, després de jugar 20 temporades en la màxima categoria del bàsquet espanyol. Ha jugat 187 partits amb la selecció de bàsquet d'Espanya, participant entre altres tornejos a tres Jocs Olímpics: Moscou 1980, Los Angeles 1984 i Seül 1988.

## Títols
- 2 Copes Korac: (1980-81 i 1989-90)
- 1 Lliga espanyola: (1977-78)
- 1 Copa del Rei: (1975-76)
- 2 Copes Príncep d'Astúries: (1986-87 i 1988-89)
- Medalla de plata als Jocs Olímpics de Los Angeles 1984
- Medalla de plata a l'Europeu de Nantes 1983
- Medalla de plata a l'Europeu Júnior d'Orleans 1974
- A més fou subcampió de la Recopa d'Europa el 1987-88
- Triat "Millor Sisè Home" de la Lliga ACB la temporada 1989-90